# Tarr Béla (díszlettervező)
id. Tarr Béla (Királyfiakarcsa, 1926. január 6. – Budapest, 1995. december 2.) szcenikus, díszlettervező. Tarr Béla filmrendező és Tarr György festőművész édesapja.

## Életútja
1946-ban a budapesti Iparművészeti Főiskolán végzett Köpeczi Bócz Istvánnál, majd 1951-ig az Operaházban díszletfestőként dolgozott Oláh Gusztáv keze alatt.
1953–54-ben a Pécsi Nemzeti, 1954–55-ben a Békés Megyei Jókai, 1955–1959 között a kaposvári Csiky Gergely, 1959-től 1961-ig ismét a Békés Megyei, 1961–1965 között ismét a kaposvári, 1965-ben ismét a pécsi színházban, 1966–70-ben az Operaházban, 1974–1982 között az Állami Déryné Színházban, illetve a Népszínházban volt műszaki vezető, díszletfestő, tárvezető, szcenikus, díszlettervező. Shakespeare: Szentivánéji álom; G. B. Shaw: Szent Johanna.
Az 1950-es években a Békés Megyei Jókai Színházban kezdte díszlettervezői munkásságát. Nevéhez fűződik többek között a Légy jó mindhalálig és a Gül baba c. előadás díszletterveinek elkészítése.
Az 1960-as években került Budapestre, ahol a Magyar Állami Operaházban Oláh Gusztáv munkatársaként dolgozott Forrai Gáborral. Nevéhez fűződik többek között Puccini: Tosca, illetve Csajkovszkij Diótörő c. előadásához készített színpadi díszlet. Tarr Béla ezen időszakban a Magyar Állami Operaház műteremvezetője volt.
Az 1970-es években állandó munkatársa volt a Szegedi Szabadtéri Játékoknak, ahol többek között az Aida, valamint Az ember tragédiája c. előadás díszletterveit készítette el.
Az 1980-as évek közepéig Budapesten, a Népszínházban, azaz a Várszínházban vezető szcenikusként dolgozott, ahonnan végül nyugdíjba vonult.

## Díszlettervek

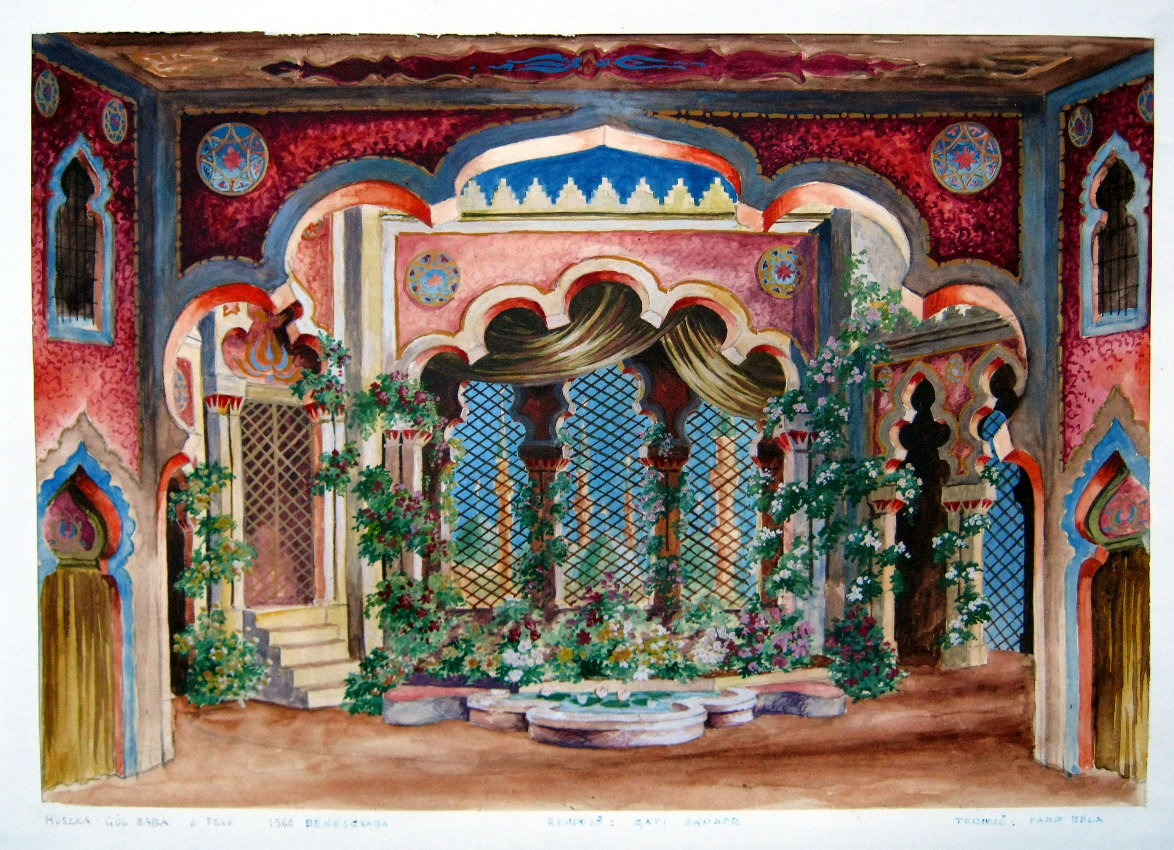
Gül baba (1960)
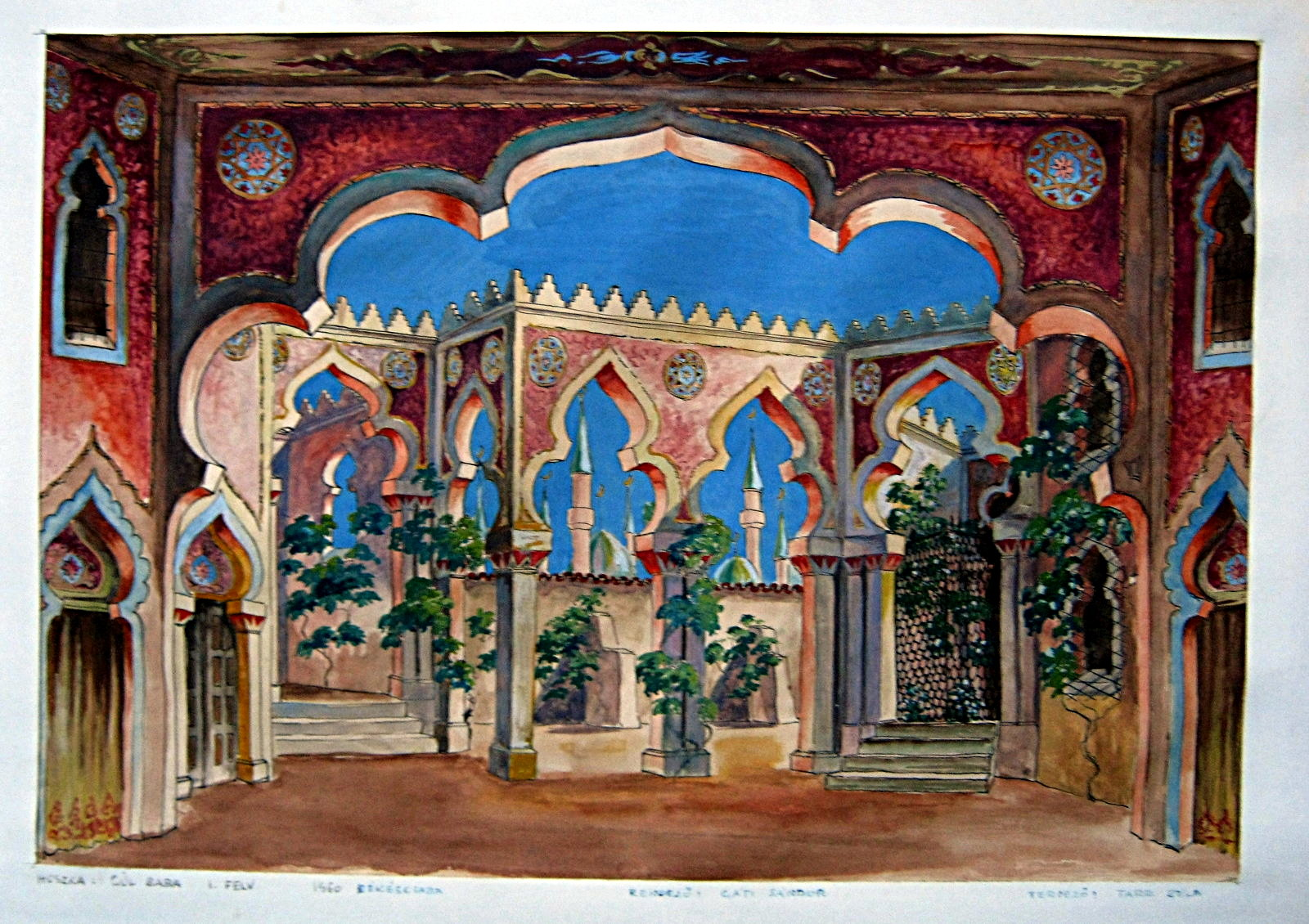
Gül baba (1960)
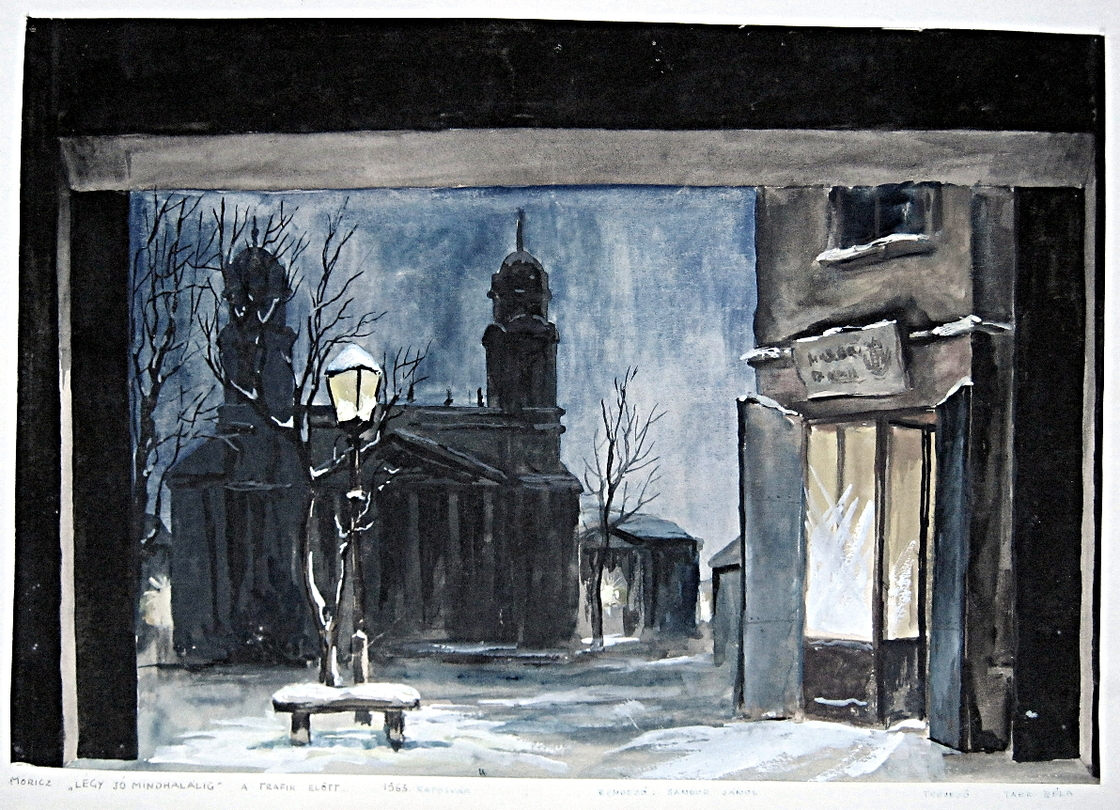
Légy jó mindhalálig (1963)